# Adenopterus
Adenopterus is een geslacht van rechtvleugeligen uit de familie krekels (Gryllidae). De wetenschappelijke naam van dit geslacht is voor het eerst geldig gepubliceerd in 1951 door Lucien Chopard.

## Soorten
Het geslacht Adenopterus omvat de volgende soorten:
- Adenopterus admirandus Otte, 1987
- Adenopterus agrammus Desutter-Grandcolas, 1997
- Adenopterus amiensis Desutter-Grandcolas, 1997
- Adenopterus baloghi Gorochov, 1986
- Adenopterus bimaculatus Desutter-Grandcolas, 1997
- Adenopterus caledonicus Otte, 1987
- Adenopterus confixus Otte, 1987
- Adenopterus crouensis Otte, 1987
- Adenopterus dubius Otte, 1987
- Adenopterus dumbeus Otte, 1987
- Adenopterus euperplexus Otte, 1987
- Adenopterus incertus Desutter-Grandcolas, 1997
- Adenopterus kraussi Otte, 1987
- Adenopterus lifouensis Otte, 1987
- Adenopterus norfolkensis Chopard, 1951
- Adenopterus paraperplexus Otte, 1987
- Adenopterus perplexus Otte, 1987
- Adenopterus sarrameus Otte, 1987
- Adenopterus saussurei Chopard, 1915
- Adenopterus tchambicus Otte, 1987
- Adenopterus yahouensis Otte, 1987
- Adenopterus amoensis Otte, 1987
- Adenopterus bouensis Otte, 1987
- Adenopterus gressitti Otte, 1987
- Adenopterus hemiphonus Otte, 1987
- Adenopterus hemipteroides Otte, 1987
- Adenopterus maai Otte, 1987
- Adenopterus roseola Gorochov, 1986
- Adenopterus rouxi Chopard, 1915
- Adenopterus sarasini Chopard, 1915
- Adenopterus sylvaticus Otte, 1987